# Fragezeichen Tour
Diese Liste beinhaltet alle Konzerte in chronologischer Reihenfolge, die bei der ? (Fragezeichen) Tour 1984 gespielt wurden:

## Tourdaten
| Datum            | Stadt            | Veranstaltungsort           | Land                   |
| ---------------- | ---------------- | --------------------------- | ---------------------- |
| 14. März 1984    | Kaiserslautern   | Barbarossahalle             | Deutschland            |
| 16. März 1984    | Wien             | Stadthalle                  | Österreich             |
| 17. März 1984    | Wien             | Stadthalle                  | Österreich             |
| 18. März 1984    | Linz             | Linzer Sporthalle           | Österreich             |
| 22. März 1984    | Siegen           | Siegerlandhalle             | Deutschland            |
| 23. März 1984    | Kiel             | Ostseehalle                 | Deutschland            |
| 24. März 1984    | Bremen           | Stadthalle                  | Deutschland            |
| 25. März 1984    | Hannover         | Eilenriedehalle             | Deutschland            |
| 26. März 1984    | Hamburg          | Alsterdorfer Sporthalle     | Deutschland            |
| 27. März 1984    | Düsseldorf       | Philipshalle                | Deutschland            |
| 27. März 1984    | Amsterdam        | Jaap Edenhal                | Niederlande            |
| 29. März 1984    | Münster          | Halle Münsterland           | Deutschland            |
| 31. März 1984    | Köln             | Sporthalle                  | Deutschland            |
| 1. April 1984    | Kassel           | Eissporthalle               | Deutschland            |
| 2. April 1984    | Offenbach        | Stadthalle Offenbach        | Deutschland            |
| 3. April 1984    | Eppelheim        | Rhein-Neckar-Halle          | Deutschland            |
| 4. April 1984    | Nürnberg         | Hemmerleinhalle             | Deutschland            |
| 5. April 1984    | München          | Olympiahalle                | Deutschland            |
| 6. April 1984    | Kempten          | Eissporthalle               | Deutschland            |
| 9. April 1984    | Ravensburg       | Oberschwabenhalle           | Deutschland            |
| 10. April 1984   | Freiburg         | Stadthalle                  | Deutschland            |
| 11. April 1984   | Stuttgart        | Hanns-Martin-Schleyer-Halle | Deutschland            |
| 12. April 1984   | Offenbach        | Stadthalle Offenbach        | Deutschland            |
| 13. April 1984   | Dauphtetal       | Hinterlandhalle             | Deutschland            |
| 14. April 1984   | Osnabrück        | Stadthalle Osnabrück        | Deutschland            |
| 15. April 1984   | Wolfsburg        | Stadthalle                  | Deutschland            |
| 16. April 1984   | Berlin           | Eissporthalle               | Deutschland            |
| 23. April 1984   | Kopenhagen       | Saga Konzerthalle           | Dänemark               |
| 24. April 1984   | Frederiksberg    | Falkoner Teatret            | Dänemark               |
| 25. April 1984   | Stockholm/Draken | Fridhemsplan                | Schweden               |
| 28. April 1984   | Aarhus           | Vejlby-Risskov Hallen       | Dänemark               |
| 29. April 1984   | Stockholm        | Tivol                       | Schweden               |
| 2. Mai 1984      | Birmingham       | Veylby-Risskov Hallen       | Vereinigtes Königreich |
| 3. Mai 1984      | London           | Drury Lane Theatre          | Vereinigtes Königreich |
| 5. Mai 1984      | Birmingham       | BBC Konzert „Sight & Sound“ | Vereinigtes Königreich |
| 8. Mai 1984      | Paris            | Casino de Paris             | Frankreich             |
| 12. Mai 1984     | Nürburgring      | Open Air                    | Deutschland            |
| 19. Mai 1984     | Berlin           | Olympiastadion Berlin       | Deutschland            |
| 6. Oktober 1984  | Tokio            | Shibuya Public Hall         | Japan                  |
| 7. Oktober 1984  | Nagoya           | Seto City Cultural Center   | Japan                  |
| 8. Oktober 1984  | Osaka            | Welfare Pension Hall        | Japan                  |
| 9. Oktober 1984  | Tokio            | Kaikan Hall                 | Japan                  |
| 10. Oktober 1984 | Tokio            | NHK Hall                    | Japan                  |
| 11. Oktober 1984 | Tokio            | Kaikan Hall                 | Japan                  |
| 12. Oktober 1984 | Tokio            | Shibuya Public Hall         | Japan                  |